# Relações sino-romanas

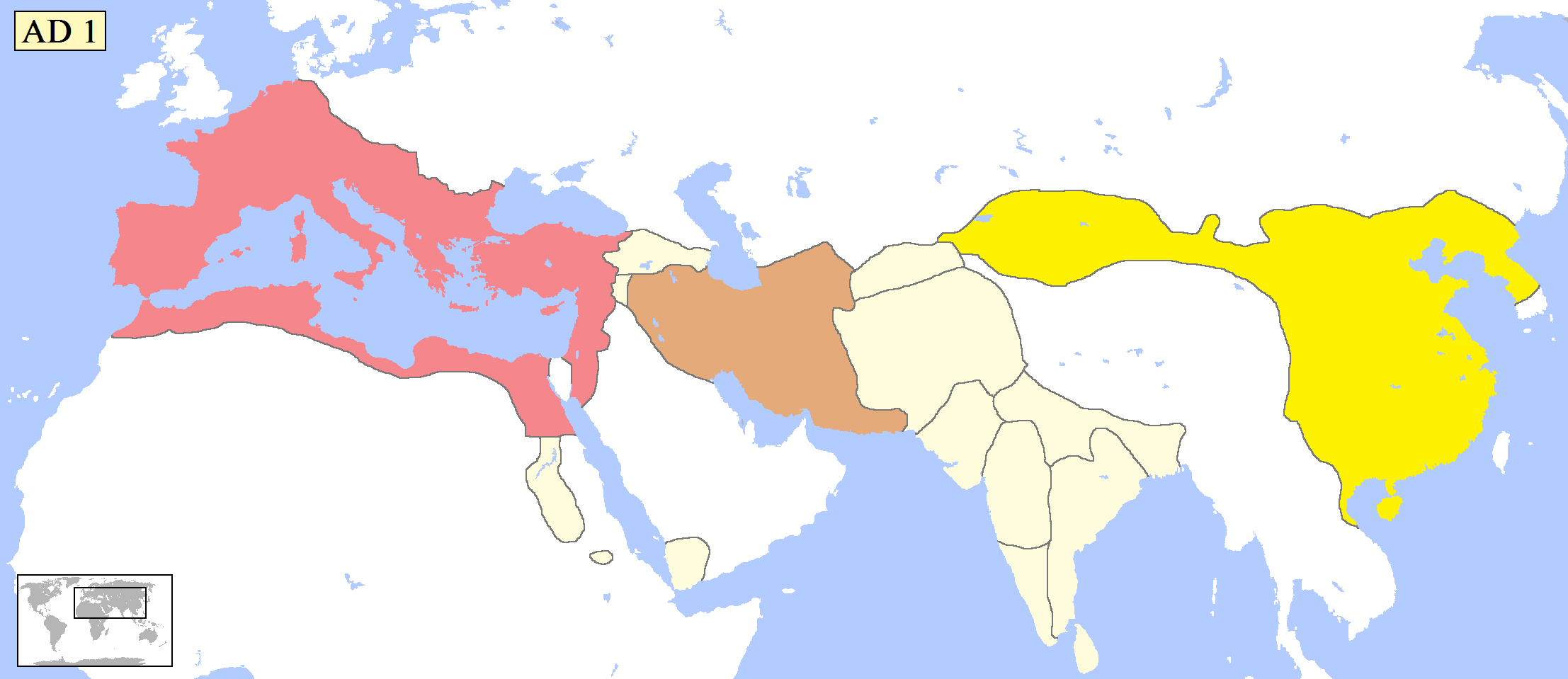
Mapa da Eurásia no ano 1, com o Império Romano a vermelho, Império Parta em marrom e a China Imperial em amarelo

Relações sino-românicas referem-se ao contato principalmente indireto, ao fluxo de mercadorias e informações e aos ocasionais viajantes entre o Império Romano e a dinastia Han da China, assim como entre o posterior Império Romano do Oriente e as dinastias chinesas subsequentes. Ambos os impérios dominavam as extremidades do continente eurasiático e, devido às suas fortes políticas expansionistas, aumentaram progressivamente seus domínios em direção ao centro do continente, com as incursões militares romanas no Antigo Oriente Próximo e as conquistas chinesas na Ásia Central. Contudo, impérios intermediários como o Parta e o Cuchana, com objetivo de reterem o controle sobre o lucrativo comércio de seda, impediam contatos comerciais mais diretos entre as duas potências. A consciência mútua de ambas nações permaneceu baixa e informações precisas eram limitadas. 
Os registros indicam algumas poucas tentativas de contato direto. A primeira menção nos textos romanos refere-se a um comentário de passagem sobre um suposto enviado chinês a Augusto, que lhe trouxe presentes; os acadêmicos acreditam que se trata apenas da visita não-oficial de um comerciante. No ano de 97, o general chinês Ban Chao tentou enviar seu enviado Gan Ying a Roma, mas esse foi dissuadido pelos partas de se aventurar além do Golfo Pérsico. Vários alegados emissários romanos à China foram registrados pelos antigos historiadores chineses. O primeiro mencionado chegou em 166, vindo ou do imperador Antonino Pio ou de seu filho adotivo Marco Aurélio. Outros foram assinalados em 226 e 284, com um longo intervalo até a primeira missão bizantina em 643. A troca indireta de mercadorias ao longo da Rota da Seda por terra e o comércio pelas vias marítimas incluíam principalmente seda chinesa, vidraçaria romana e tecidos de alta qualidade. Moedas romanas cunhadas a partir do século I foram encontradas, além de vidros e prataria descobertos em sítios arqueológicos datados do período Han.
Nas fontes clássicas, o problema de identificação de termos relacionados à antiga China é exacerbado pela interpretação do termo latino Seres, o povo da seda, cujo significado é impreciso, podendo se referir a diferentes povos asiáticos. Nos registros chineses, o Império Romano era conhecido como "Daqin" ou Grande Qin. Tal termo foi diretamente associado ao posterior "Fulin" (拂菻) nas fontes chinesas, o qual acadêmicos como Friedrich Hirth identificaram como o Império Bizantino. A chegada de várias embaixadas de Fulin foram registradas nas fontes chinesas durante a dinastia Tang, as quais também mencionam o primeiro cerco árabe de Constantinopla, pelas forças de Moáuia I em 674–678.
Tratando-se de geografia, geógrafos romanos como Ptolomeu traçaram mapas aproximados do Oceano Índico oriental, incluindo a Península da Malásia e o Golfo da Tailândia, além do Mar da China Meridional. Os geógrafos antigos da China também demonstraram possuir um conhecimento superficial do Sudoeste Asiático e as províncias romanas orientais. O historiador bizantino do século VII Teofilato Simocata escreveu sobre a reunificação da China setentrional e austral sob a dinastia Sui, ainda que as tratando como nações distintas que estavam em guerra.

## Relatos geográficos e cartografia

### Perspectiva romana

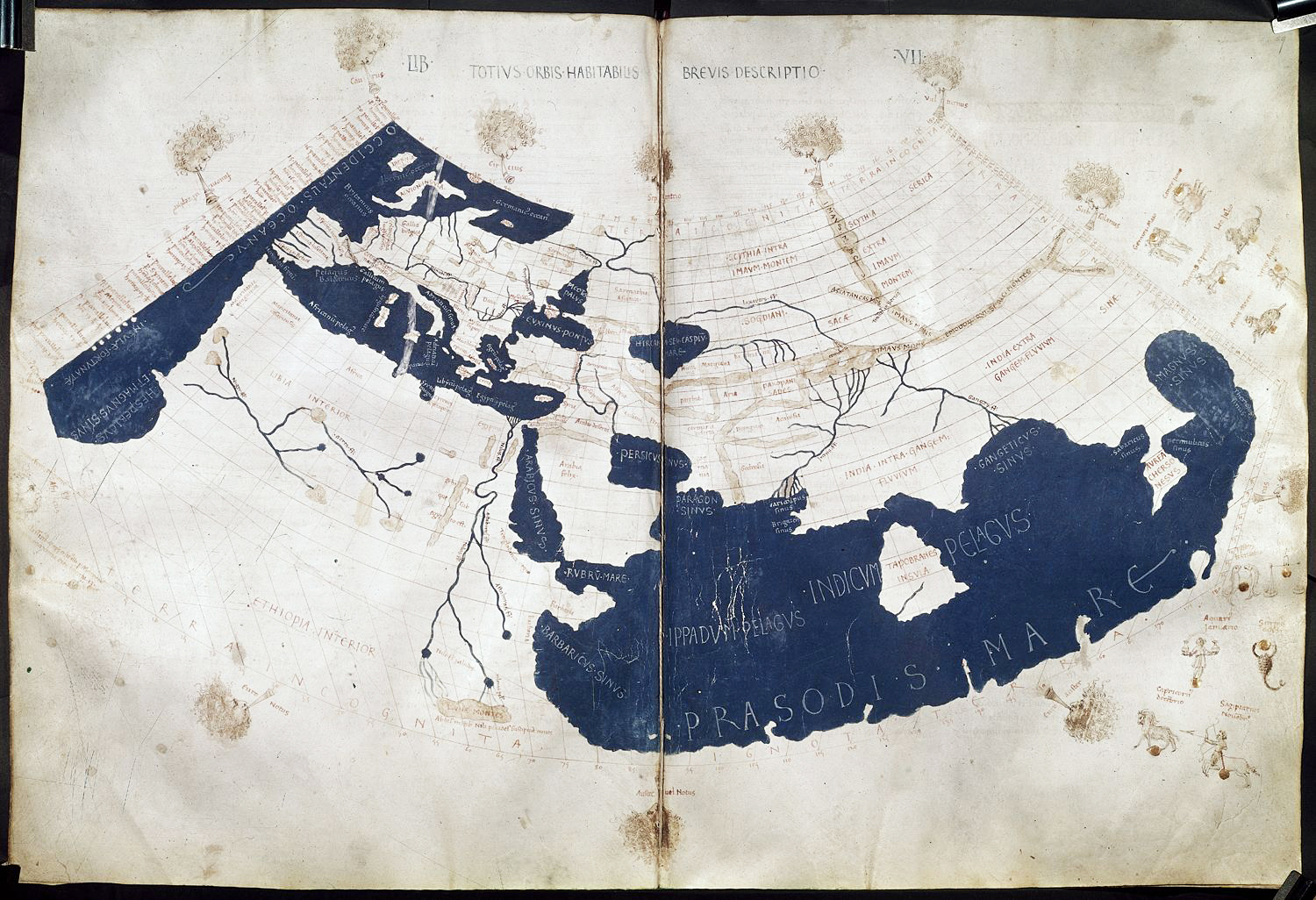
Mapa florentino renascentista do meio do século XV baseando na obra Geografia de Ptolomeu, atribuído à Francesco del Chierico. À nordeste, no fim do trajeto terrestre da Rota da Seda, está indicando o País da Seda (Serica); à sudeste, a terra dos Quin (Sinas; Sinae), no fim das rotas marítimas

Os primeiros registros ocidentais sobre a China datam do século I a.C. com Virgílio, Horácio e Estrabão; o historiador Heródoto chega a falar da Ásia, mas discorre apenas sobre a Índia. Os registros romanos oferecem apenas relatos vagos sobre a China e o povo da seda do Extremo Oriente. Plínio, o Velho, descreve-os com "cabeças vermelhas e olhos azuis" em sua História Natural. Floro parece confundi-los com o povo da Índia, pelo menos observando que ambos viviam "sob outro céu" diferente daquele dos romanos. Os autores romanos em geral pareciam confundir-se sobre a exata localização de tal povo, se na Ásia Central ou na Ásia Oriental. O historiador Amiano Marcelino escreveu que a China era fechada por grandes muralhas naturais ao redor de um rio chamado Bautis, uma possível descrição do rio Amarelo.
Embora a existência em si da China era clara aos cartógrafos romanos, sua compreensão era deveras obscura. Ptolomeu, em sua obra Geografia do século II, separa a Terra da Seda (Sérica), no fim da via terrestre da Rota da Seda, da Terra dos Qin (Sinas), alcançável pela via marítima.
O monge e ex-mercador bizantino Cosme Indicopleustes, do século VI, foi o primeiro romano a falar claramente sobre a China em sua obra Topografia Cristã, na qual a chama de Tzinista (comparável ao Sânscrito Chinasthana e ao siríaco Sinistan da Estela Nestoriana de 781).

### Perspectiva chinesa
Tanto o Novo Livro de Tang quanto o Velho Livro de Tang registram que o comandante árabe (大食, Da shi) "Mo Yi" (摩拽伐之, Pinyin: Mó zhuāi fá zhī, Moáuia I, o califa Omíada) cercou Constantinopla em 674–678, forçando os bizantinos a pagarem-lhe tributos.

## Embaixadas e viagens

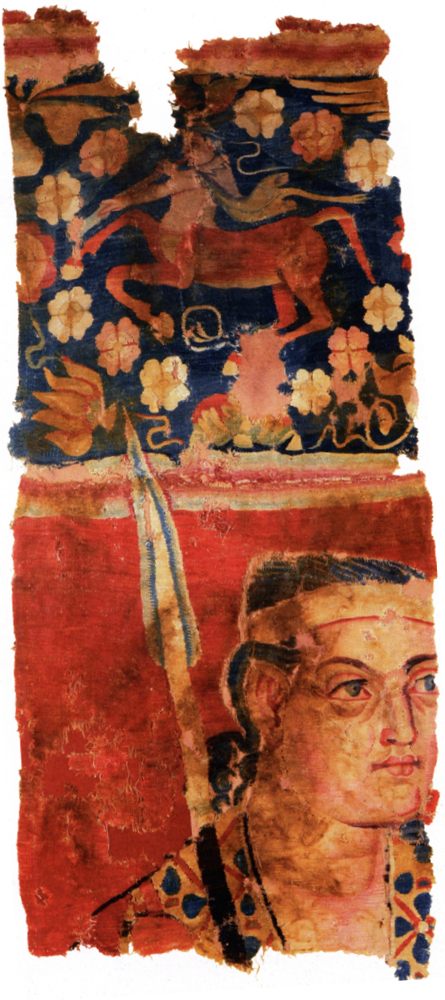
Tapeçaria Sampul, antiga tapeçaria de lã encontrada em Sinquião, China. Mostra um possível soldado grego do reino Greco-Báctrio, com olhos azuis, empunhando uma lança e usando o que parece ser um diadema; acima dele, um centauro da mitologia grega, um motivo comum nas artes helênicas.

Alguns contatos iniciais podem ter ocorrido entre os gregos helenísticos e a dinastia Chin no final do século III a.C., após as campanhas de Alexandre, o Grande e o estabelecimento de reinos helenísticos na Ásia Central relativamente próximos à China, como o reino Greco-Báctrio. Escavações no Mausoléu de Qin Shihuang, o primeiro imperador chinês, sugerem influências estilísticas e tecnológicas nas obras lá encontradas, inclusive na manufatura do famoso exército de terracota. Apesar de intercâmbios culturais numa data assim tão antiga ainda serem considerados primariamente uma conjetura nos meios acadêmicos, esferas de vidro e um copo azul-vitrificado (possivelmente faiança) de origem mediterrânica foram encontrados numa escavação do século IV a.C. em Gansu.

### Embaixada a Augusto
O historiador romano Floro, do século II, descreve a vinda de vários enviados ao primeiro imperador romano Augusto, incluindo "Seres."

Agora que todos os povos do oeste e do sul foram subjugados, e também os povos do norte [...] os citas e os sármatas enviaram embaixadores para procurar nossa amizade. Os indianos e os Seres também o fizeram, trazendo elefantes, pérolas e pedras preciosas como presentes, mostrando que haviam feito longa  jornada – em torno de quatro anos – e prestaram o maior tributo possível, e de fato, sua pele mostra que vivem debaixo de outro céu. 
Segundo o orientalista escocês Henry Yule, não existe no vasto corpus da literatura e historiografia romana qualquer outra menção tão direta de um contato entre romanos e os Seres. Em sua opinião, é mais provável que tais indivíduos fossem apenas comerciantes independentes em vez de diplomatas oficiais, dada a insistência dos registros chineses que Gan Ying foi o primeiro chinês a chegar às regiões do Extremo Leste como Tiaozhi (条支, Mesopotâmia).

### Enviado Gan Ying
O general de Han Posterior Ban Chao derrotou os iuechis em 90 e os Xiongnu em 91, ganhando a submissão de várias cidades-Estados da região, como Cucha, Turfã, Cotã, Casgar e finalmente Caraxar em 94, conseguindo assim trazer as Regiões Ocidentais da Bacia do Tarim sob domínio e suserania chinesa.
Em 97, Ban Chao mandou um enviado chamado Gan Ying ao oeste. Partindo da Bacia do Tarim para o império Parta, Gan Ying chegou a alcançar o Golfo Pérsico. Embora pretendesse navegar até Roma, foi dissuadido pelos marinheiros partas pois tal viagem poderia demorar até dois anos.

### Primeira embaixada romana
O Livro dos Hans Posteriores (後漢書, 后汉书, Hou Hanshu) registra que o primeiro grupo que se declarou ser uma missão diplomática dos romanos à China chegou em 166 EC. A embaixada veio ao imperador Huandi de Han sob ordem do imperador "Andun" (em chinês: 安敦; Antonino, rei de Daqin (Roma)). Não existe consenso sobre qual imperador romano exatamente teria enviado a missão, pois Antonino Pio morreu em 161, cinco anos antes da chegada dos enviados, deixando o império para seu filho adotivo Marco Aurélio Antonino e ambos possuíam o nome "Antonino".

### Outros
Recentes achados arqueológicos numa escavação em Southwark, Londres, o lugar da antiga cidade de Londínio na província romana da Britânia, sugerem que dois ou possivelmente três esqueletos, de uma amostra de 22 datados do século II ao século IV, são de origem asiática. A descoberta, baseada nas características faciais dos esqueletos, foi apresentada pela Dra. Rebecca Redfern, curadora de osteologia humana do Museu de Londres. Ainda assim, análises de DNA ainda não foram realizadas, as amostras do crânio e dentes oferecem apenas evidências fragmentárias e as amostras analisadas foram comparadas com a morfologia das populações atuais, não antigas.